# Kausativa verb
Kausativa verb är transitiva verb som motsvaras av intransitiva verb. Det innebär att kausativa verb uttrycker att något eller någon gör någonting som förorsakar ett speciellt tillstånd. Om exempelvis stormen Gudrun fick ett träd att falla var det stormen som fällde trädet (förorsakade att trädet föll). Samma sak är det om man får ett papper att brinna, då bränner man papperet. Andra kausativa verb är föra av fara, lägga av ligga, sänka av sjunka, slockna av släcka, spräcka av spricka, ställa av stå, sätta av sitta och väcka av vaka, vakna. 
Att ett tillstånd på detta sätt förorsakas kan alltså vanligtvis uttryckas med ett intransitivt verb som är semantiskt besläktat med det kausativa verbet (som när man lägger (transitivt) något så ligger det (intransitivt)). Kausativa verb är bildade till andra verb, nästan alltid av verb med stark böjning: brinna-brann, sitta-satt, spricka-sprack. Det är då preteritumformen (brann, satt, sprack o.s.v.) som via omljud har bildat det nya verbet. 
I vissa fall kan kausativen ha sammanfallit med ett intransitivt verb. Det gäller bland annat orden smälta och svälta. När man aktivt smälter något är 'smälter' ett transitivt verb. Då böjs ordet smälta-smälte-smält (svag böjning). Det är då ett kausativ och kommer av *smaltian. När något smälter (till exempel av sig självt) är 'smälter' ett intransitivt verb och böjdes förr smälta-smalt-smultit (stark böjning). Samma sak är det med ordet 'svälta'. Om man 'svälter' någon är det ett transitivt verb, och kausativet hette en gång *svaltian. 'Svälta' i denna betydelse böjs svälta-svälte-svältit, medan den intransitiva motsvarigheten böjs starkt, svälta-svalt-svultit.     
Kausativ ordbildning har svenskan ärvt från urindoeuropeiska och motsvarigheter till svenska kausativer finns i de andra indoeuropeiska språken. Ett exempel från latin är iaceo 'är kastad', 'ligger' av iacio 'kastar'. 